# Mesnilomyia rufipes
Mesnilomyia rufipes là một loài ruồi trong họ Tachinidae.